# Беловска хроника
Беловска хроника е летопис от Голямо Белово, който свидетелства за налагането на исляма в Родопите. Известен е по два преписа – „Поп Константинов препис“, за пръв път публикуван от академик Никола Начов в сп. „Български преглед“ в 1898 г., и „Поп Георгиев препис“, за пръв път публикуван от проф. Петър Мутафчиев в 1915 г. в труда „Стари градища и друмове из долините на Стрема и Тополница“.
Поп Георгиевият препис е снет от оригиналния ръкопис, принадлежал на поп Георги от Белово. По времето на Априлското въстание ръкописът изчезва, когато поп Георги е арестуван от турците и умира от изтезаванията. Поп Константиновият препис на Беловската хроника има запазен само един лист – груба, тънка хартия, с размери 43 на 16 см, изписан от двете страни. Намерен е между книгите на починалия поп Константин от село Голямо Белово. Днес документът се пази в БАН. Документът е от 19 век, като достоверността на описаните в него събития от 17 век е спорна. Вероятно е бил изфабрикуван с цел да повдигне националния дух, практика напълно в традициите на романтичното движение, доминиращо интелектуалния живот в Европа от 19 век.